# Barbara Tkaczyk
Barbara Tkaczyk, z. d. Kawaler (ur. 12 stycznia 1945 w Nowosielcach) – polska lekkoatletka, specjalizująca się w biegach średnich, mistrzyni Polski.

## Kariera sportowa
Była zawodniczką MKS Złotów, Lotnika Warszawa, Orkana Poznań i Olimpii Poznań.
Na mistrzostwach Polski seniorek zdobyła jeden medal: złoty w biegu przełajowym na 2,5 km w 1971.
W latach 1966–1971 wystartowała w 4 spotkaniach międzynarodowych.
Rekordy życiowe:
- 800 m: 2:08,3 (15.05.1969)[3]
- 1500 m: 4:31,8 (1.05.1971)[4]